# You Don't Understand Me
You Don't Understand Me è un singolo del duo svedese Roxette, pubblicato nel 1995 come primo estratto dall'album Don't Bore Us, Get to the Chorus!.

## Descrizione
You Don't Understand Me è stata scritta da Per Gessle e Desmond Child, e si è trattata della prima occasione in cui Gessle ha scritto un brano in collaborazione con un autore internazionale.
Il singolo You Don't Understand Me raggiunse la top ten in Svezia e Finlandia, ottenendo anche discreti piazzamenti in top 20 nel resto d'Europa.
Crazy About You è stata pubblicata, come b-side, anche nel singolo remix "The Look '95"; un'altra versione della canzone, Crazy About You (Outtake from C!B!B!), con un differente mixaggio, è stata pubblicata, nel 1999, nella versione CDM del quarto e ultimo singolo, "Salvation", estratto dall'album "Have a Nice Day".

## Tracce
CD-Maxi
1. You Don't Understand Me - 4:29
2. Crazy About You - 3:59
3. Harleys & Indians (Riders In The Sky) - 3:44

CD-Single
1. You Don't Understand Me - 4:28
2. Crazy About You - 3:57

## Classifiche
| Classifica (1995) | Posizione più alta |
| ----------------- | ------------------ |
| Austria           | 25                 |
| Paesi Bassi       | 19                 |
| Belgio            | 35                 |
| Svezia            | 9                  |
| Finlandia         | 7                  |